# Кубок Болгарії з футболу 1997—1998
Кубок Болгарії з футболу 1997—1998 — 58-й розіграш кубкового футбольного турніру в Болгарії. Титул здобув Левські (Софія).

## Календар
| Раунд        | Дата                      | Матчі | Клуби   |
| ------------ | ------------------------- | ----- | ------- |
| Перший раунд |                           | 16    | 48 → 32 |
| 1/16 фіналу  | 11-12 листопада 1997      | 16    | 32 → 16 |
| 1/8 фіналу   | 18-29 листопада 1997      | 16    | 16 → 8  |
| 1/4 фіналу   | 3-12 грудня 1997          | 8     | 8 → 4   |
| 1/2 фіналу   | 15 квітня - 6 травня 1998 | 4     | 4 → 2   |
| Фінал        | 13 травня 1998            | 1     | 2 → 1   |

## 1/16 фіналу
| Команда 1                 | Рахунок      | Команда 2                 |
| ------------------------- | ------------ | ------------------------- |
| 11 листопада 1997         |              |                           |
| Планінец (Априлці) (4)    | 0:4          | Левські (Софія)           |
| Беліте Орли (Плевен) (3)  | 0:1          | Локомотив (Софія)         |
| Мариця (Пловдив) (2)      | 2:2 пен. 6:7 | Ботев (Пловдив)           |
| 12 листопада 1997         |              |                           |
| Родопа (Смолян) (3)       | 0:1          | ЦСКА (Софія)              |
| Септемврі (Софія) (2)     | 0:1 дч       | Славія (Софія)            |
| Литекс (Ловеч)            | 2:1          | Кремиковці (Софія) (2)    |
| Чардафон (Габрово) (2)    | 0:4          | Нафтохімік (Бургас)       |
| Чирпан (3)                | 0:4          | Левскі (Кюстендил)        |
| Енергетик (Перник) (3)    | 0:3          | Міньор (Перник)           |
| Хебир (Пазарджик) (3)     | 2:4          | Спартак (Варна)           |
| Віхар (Горубляне) (3)     | 1:0          | Металург (Перник)         |
| Спартак (Плевен)          | 1:0          | Академік (Софія) (2)      |
| Загорец (Нова Загора) (3) | 0:1          | Етир (Велико-Тирново) (2) |
| Чорноморець (Бургас) (2)  | 1:1 пен. 8:9 | Добруджа (Добрич)         |
| Каліакра (Каварна) (3)    | 1:0          | Олімпік (Галата)          |
| Хасково (2)               | 3:1          | Локомотив (Пловдив)       |

## 1/8 фіналу
| Команда 1                 | Заг. | Команда 2              | 1-й матч | 2-й матч |
| ------------------------- | ---- | ---------------------- | -------- | -------- |
| 18-29 листопада 1997      |      |                        |          |          |
| Етир (Велико-Тирново) (2) | 1:6  | Левські (Софія)        | 1:4      | 0:2      |
| Ботев (Пловдив)           | 0:2  | ЦСКА (Софія)           | 0:0      | 0:2      |
| Нафтохімік (Бургас)       | 1:2  | Славія (Софія)         | 1:0      | 0:2      |
| Добруджа (Добрич)         | 2:9  | Литекс (Ловеч)         | 2:1      | 0:8      |
| Спартак (Варна)           | 9:3  | Віхар (Горубляне) (3)  | 8:0      | 1:3      |
| Локомотив (Софія)         | 10:0 | Каліакра (Каварна) (3) | 6:0      | 4:0      |
| Левскі (Кюстендил)        | 4:2  | Міньор (Перник)        | 3:0      | 1:2      |
| Спартак (Плевен)          | 5:2  | Хасково (2)            | 2:0      | 3:2      |

## 1/4 фіналу
| Команда 1         | Заг. | Команда 2          | 1-й матч | 2-й матч |
| ----------------- | ---- | ------------------ | -------- | -------- |
| 3/13 грудня 1997  |      |                    |          |          |
| Славія (Софія)    | 3:5  | ЦСКА (Софія)       | 1:1      | 2:4      |
| Локомотив (Софія) | 6:3  | Спартак (Варна)    | 4:1      | 2:2      |
| Левські (Софія)   | 3:2  | Левскі (Кюстендил) | 2:0      | 1:2      |
| Литекс (Ловеч)    | 8:1  | Спартак (Плевен)   | 5:1      | 3:0      |

## 1/2 фіналу
| Команда 1               | Заг. | Команда 2       | 1-й матч | 2-й матч |
| ----------------------- | ---- | --------------- | -------- | -------- |
| 15 квітня/6 травня 1998 |      |                 |          |          |
| ЦСКА (Софія)            | 4:3* | Литекс (Ловеч)  | 1:3      | 3:0      |
| Локомотив (Софія)       | 3:5  | Левські (Софія) | 1:2      | 2:3      |

* - після першого матчу клуб Литекс (Ловеч) був дискваліфікований після участі в матчі Радостина Кишишева (через неправильне оформлення переходу гравця з «Бурсаспора»).

## Фінал
| 13 травня 1998 |

| Левські (Софія)                                                      | 5:0      | ЦСКА (Софія) |
| -------------------------------------------------------------------- | -------- | ------------ |
| Тодоров 14' Александров 33' Донев 48' Г.Іванов 72' Йорданов 90' (аг) | Протокол |              |

| «Васил Левський», Софія Глядачів: 50 000 Арбітр: Маркус Мерк |